# WDWタッグ王座
WDWタッグ王座（ダブリュー・ディー・ダブリュー・タッグおうざ）は、道頓堀プロレスが管理、認定している王座。「WDW」は「レスリング道頓堀ワールド」の略。

## 歴史
2014年11月29日、道頓堀プロレス生野区民センター大会で開催された「道頓堀タッグキング決定リーグ戦」に優勝したビリーケン・キッド&政宗組が初代王者になった。

## 歴代王者
| 歴代   | タッグチーム                                       | 戴冠回数 | 防衛回数 | 獲得日付       | 獲得場所 （対戦相手・その他）          |
| ------ | -------------------------------------------------- | -------- | -------- | -------------- | -------------------------------------- |
| 初代   | ビリーケン・キッド&政宗                            | 1        | 1        | 2014年11月29日 | 生野区民センター 正岡大介&ラ・ピート   |
| 第2代  | TORU&リアル・イヌナキン                            | 1        | 0        | 2015年5月4日   | 尼崎中小企業センター                   |
| 第3代  | HUB&ヲロチ                                         | 1        | 2        | 2015年6月28日  | 大淀コミュニティセンター               |
| 第4代  | "黒天使"沼澤邪鬼&竹田誠志                          | 1        | 2        | 2016年9月19日  | 世界館                                 |
| 第5代  | 空牙&ビリーケン・キッド                            | 1        | 2        | 2017年3月25日  | 西成区民センター                       |
| 第6代  | アルティメット・スパイダーJr.&キャプテン・アメムラ | 1        | 0        | 2018年4月8日   | 此花区民ホール                         |
| 第7代  | 三原一晃&織部克巳                                  | 1        | 0        | 2018年9月16日  | すみのえ舞昆ホール 返上                |
| 第8代  | ビリーケン・キッド&スペル・ガトー                  | 1        | 0        | 2018年12月16日 | 平野区画整理記念会館 ディアブロ&ヲロチ |
| 第9代  | ヲロチ&ラ・ピート                                  | 1        | 0        | 2019年9月1日   | 世界館                                 |
| 第10代 | 三原一晃&織部克巳                                  | 2        | 2        | 2019年12月22日 | 世界館                                 |
| 第11代 | 菊池悠斗&晴斗希                                    | 1        | 1        | 2020年12月13日 | 世界館                                 |
| 第12代 | ラ・ピート&キャプテン・アメムラ                    | 1        | 2        | 2021年5月9日   | 非公開（無観客試合）                   |
| 第13代 | マグニチュード岸和田&ボディガー                    | 1        | 2        | 2021年12月19日 | 世界館                                 |
| 第14代 | 菊池悠斗&晴斗希                                    | 2        | 3        | 2022年12月18日 | 世界館                                 |
| 第15代 | マグニチュード岸和田&橘隆志                        | 1        | 1        | 2024年4月7日   | 大阪沖縄会館                           |
| 第16代 | 岩崎孝樹&晴斗希                                    | 1        | 0        | 2024年9月1日   | 世界館                                 |
| 第17代 | ヲロチ&バイオレンス・ドラゴン                      | 1        | 1        | 2024年12月22日 | 世界館                                 |